# Campionat d'escacs de l'Àsia
El campionat d'escacs de l'Àsia és un torneig d'escacs disputat anualment per determinar el campió de l'Àsia d'aquest esport. El torneig ha estat un torneig Zonal en les edicions de 2007 i 2009.

## Quadre d'honor masculí
| Nr | Any     | Ciutat             | Guanyador                        |
| -- | ------- | ------------------ | -------------------------------- |
| 1  | 1998    | Teheran            | Rustam Kassimdjanov (Uzbekistan) |
| 2  | 2000    | Udaipur            | Xu Jun (Xina)                    |
| 3  | 2001    | Kolkata            | Xu Jun (Xina)                    |
| 4  | 2003    | Doha               | Krishnan Sasikiran (Índia)       |
| 5  | 2005    | Hyderabad          | Zhang Zhong (Xina)               |
| 6  | 2007    | Cebu City          | Zhang Pengxiang (Xina)           |
| 7  | 2009    | Badia de Subic     | Surya Shekhar Ganguly (Índia)    |
| 8  | 2010[2] | Badia de Subic     | Ni Hua (Xina)                    |
| 9  | 2011[3] | Mashad             | Pendyala Harikrishna (Índia)     |
| 10 | 2012    | Ciutat Ho Chi Minh | Parimarjan Negi (Índia)          |
| 11 | 2013    | Manila             | Li Chao (Xina)                   |
| 12 | 2014    | Xarjah             | Yu Yangyi (Xina)                 |
| 13 | 2015[4] | Al-Ain             | A. R. Saleh Salem (UAE)          |
| 14 | 2016[5] | Taixkent           | Panayappan Sethuraman (Índia)    |
| 15 | 2017[6] | Chengdu            | Wang Hao (Xina)                  |
| 16 | 2018    | Makati             | Wei Yi (Xina)                    |
| 17 | 2019[7] | Xingtai            | Le Quang Liem (Vietnam)          |

## Quadre d'honor femení
| 1  | 1981       | Hyderabad        | Rohini Khadilkar (Índia)            |
| 2  | 1983       | Kuala Lumpur     | Rohini Khadilkar (Índia)            |
| 3  | 1985       | Dhaka            | Anupama Gokhale (Índia)             |
| 4  | 1987       | Hyderabad        | Anupama Gokhale (Índia)             |
| 5  | 1991       | Bhopal           | Bhagyashree Thipsay (Índia)         |
| 6  | 1996       | Salem            | Tamin Upi Darmayana (Indonesia)     |
| 7  | 1998       | Kuala Lumpur     | Xu Yuhua (Xina)                     |
| 8  | 2000       | Udaipur          | Hoang Thanh Trang (Vietnam)         |
| 9  | 2001       | Chennai          | Li Ruofan (Xina)                    |
| 10 | 2003       | Kozhikode        | Humpy Koneru (Índia)                |
| 11 | 2004       | Beirut           | Wang Yu (Xina)                      |
| 12 | 2007       | Teheran          | Tania Sachdev (Índia)               |
| 13 | 2009       | Badia de Subic   | Zhang Xiaowen (Xina)                |
| 14 | 2010[2]    | Badia de Subic   | Atousa Pourkashiyan (Iran)          |
| 15 | 2011       | Mashad           | Dronavalli Harika (Índia)           |
| 16 | 2012       | Ho Chi Minh City | Irine Kharisma Sukandar (Indonesia) |
| 17 | 2013       | Manila           | Huang Qian (Xina)                   |
| 18 | 2014       | Xarjah           | Irine Kharisma Sukandar (Indonesia) |
| 19 | 2015[4][8] | Al Ain           | Mitra Hejazipour (Iran)             |
| 20 | 2016[5]    | Taixkent         | Kulkarni Bhakti (Índia)             |
| 21 | 2017       | Chengdu          | Vo Thi Kim Phung (Vietnam)          |
| 22 | 2018       | Makati           | Padmini Rout (Índia)                |
| 23 | 2019[7]    | Xingtai          | Dinara Saduakassova (Kazakhstan)    |